# 冈本茉莉
岡本茉莉（日语：／ Okamoto Mari，1954年10月31日—），是日本的女性演员、声优，出身于东京都，隶属于81 Produce事务所。

## 生平
野田睦美在日本大阪府枚方市完成了她的小學學業，1961年在电影《Danchi Oyabun》中首次亮相。 当时她主要在关西地区以野田睦美的名義进行表演。1970遷往东京，此后一直以东京作爲发展事业的地区，并将其艺名更改为冈本茉莉。1971年，岡本出演了《寅次郎的故事》系列第八部电影《寅次郎的故事8 寅次郎恋歌》，在電影中扮演旅行者的女儿大空小百合。后成为山田洋次执导电影的常客之一。
岡本的聲優處女作是1970年動畫《昆虫物语：大集合》中的客串演出。首個正式配音角色是同年播出的動畫《鄉巴佬大將》中的大垣菊子一角。
2007年3月，岡本被任命为宫崎县高原町高原故里的观光大使。